# Adnan Menderes
Adnan Menderes (1899. – 17. rujna 1961.) bio je turski političar. Turski je premijer bio između 1950. i 1960. Bio je jedan od osnivača Demokratske stranke (DP) 1946., četvrte legalne oporbene stranke u Turskoj. Suđeno mu je i obješeno pod vojnom huntom nakon državnog udara 1960. godine, zajedno s još dvojicom članova vlade, Fatin Rüştü Zorlu i Hasanom Polatkanom. Jedna od optužbi podignutih protiv njega bila je da je naredio istanbulski Pogrom protiv građana grčke nacionalnosti. Bio je posljednji turski politički vođa koji je pogubljen nakon vojnog puča, a ujedno je i jedan od trojice političkih vođa Turske Republike (zajedno s Kemalom Atatürkom i Turgutom Özalom) kojem je sagrađen mauzolej u njegovu čast.